# Saes Getters
SAES Getters S.p.A. è una società per azioni italiana costituita nel 1940. È capogruppo del gruppo industriale SAES, che produce componenti e sistemi realizzati con materiali avanzati metallici, minerali e polimerici brevettati dalla stessa società e utilizzati in applicazioni industriali, aerospaziali e medicali.
Nel 1986 si quotata presso la Borsa di Milano dove è stata presente negli indici FTSE Italia STAR e FTSE Italia Small Cap. Nel 1996 è stata la prima società italiana a essere quotata al Nasdaq, mercato azionario statunitense per le società ad alta tecnologia, dove rimane quotata fino al 2003, quando chiede il delisting.
Nel ottobre 2023 la società perfeziona la vendita delle controllate statunitensi Memry Corporation e Saes Smart Materials, facenti parte della divisione medicale, alla società Resonetics posseduta dai fondi di investimento The Carlyle Group e GTCR per la cifra di 900 milioni di dollari. 
Nel corso del 2024 la società SGG Holding S.p.A, Holding della famiglia della Porta lancia un’OPA totalitaria sul capitale di SAES portando il gruppo al delisting. 

## Storia

### |Anni '40 e '50

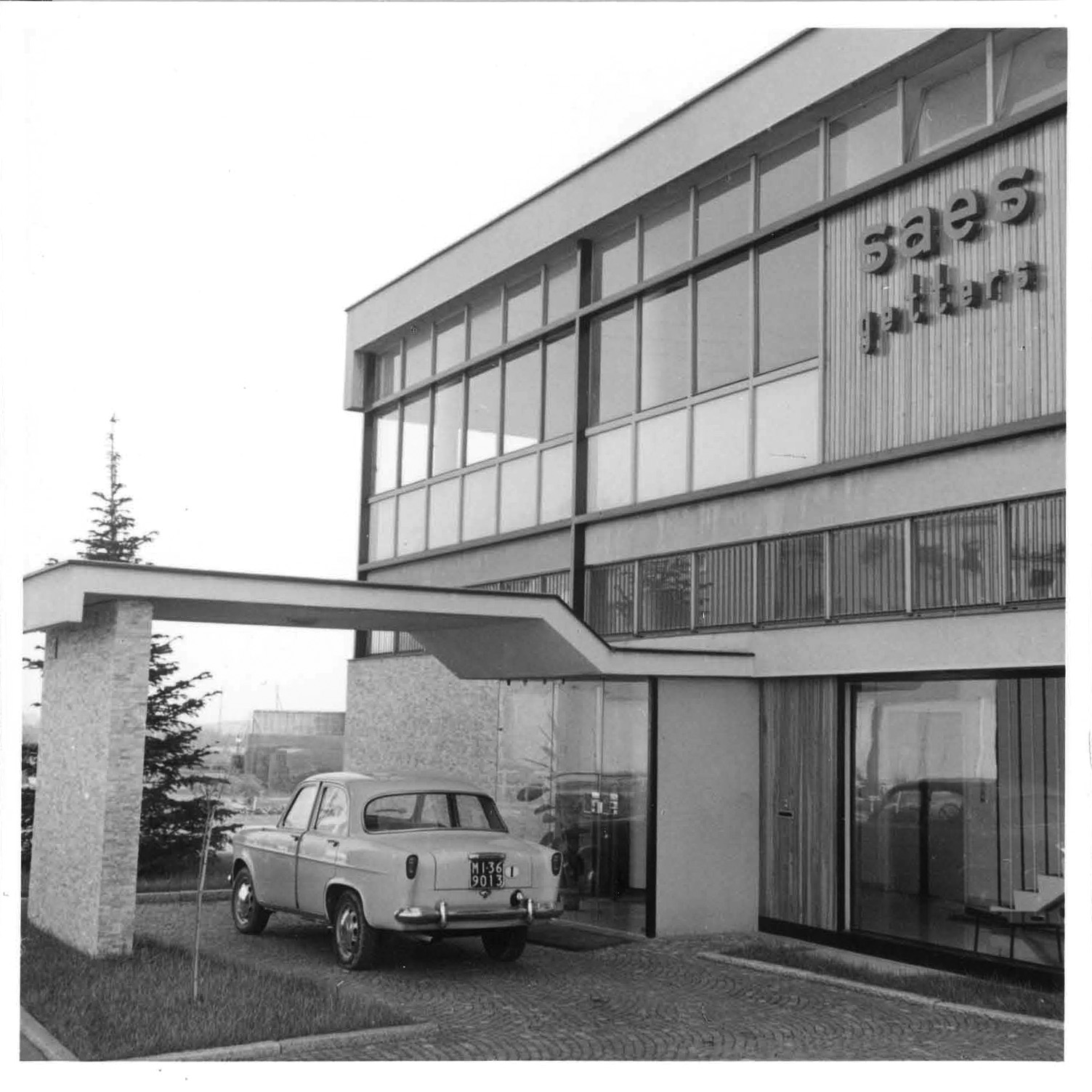
La sede storica di S.A.E.S a Milano.

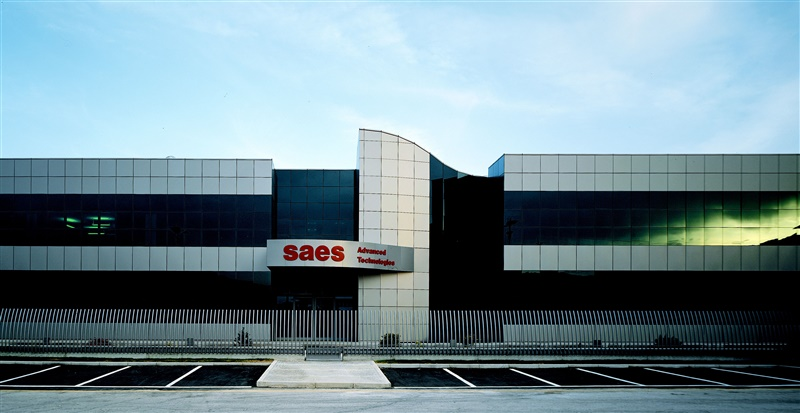
La Saes di Avezzano.

Nel 1940 l'ingegnere di Montecatini Terme Ernesto Gabbrielli fonda a Firenze la società S.A.E.S. (Società Apparecchi Elettrici e Scientifici). L'idea viene dalla scoperta, da parte dello stesso Gabbrielli, di un nuovo metodo per la realizzazione dei getters, con coperchietti di nichel a protezione delle plastiche di bario per prevenire il fenomeno dell'ossidazione. Dopo pochi anni la società trasferisce la sede a Milano e inizia a produrre riscaldatori a resistenza elettrica.
Dopo il secondo conflitto mondiale nel 1946 le famiglie della Porta e Canale, di antiche origini milanesi e genovesi, entrano nella compagine azionaria. Nel 1949 Paolo della Porta, figlio maggiore dell’Avvocato Luigi della Porta entra in società e nel 1952 ne assume la guida. La società inventa i getter in lega bario-alluminio e ad anello e si apre al mercato europeo. Nel 1957 S.A.E.S. deposita il brevetto del getter per i tubi catodici dei televisori e ne avvia la produzione industriale.

### Anni '60 e '70
S.A.E.S. comincia a realizzare nuovi prodotti come i getter non-evaporabili (NEG) e le pompe getter. La società sviluppa nuove leghe ed è attiva in progetti sul modulo catalitico e i purificatori di gas nobili. Realizza nuovi stabilimenti e società sussidiarie con responsabilità commerciali nel Regno Unito (1966), Stati Uniti (1969), Canada (1969), Giappone (1973), Francia (1978) e Germania (1979).
Nel 1978 ha 300 dipendenti e cambia il nome da S.A.E.S. a SAES Getters.

### Anni '80 e '90
Nel 1982 entra in funzione a Nanchino (in Cina) uno stabilimento per la produzione di getter al bario i cui impianti sono forniti direttamente dalla società.
Nel 1986 SAES Getters viene quotata alla Borsa di Milano e prosegue la politica delle acquisizioni (come quella della società californiana Cryolab Inc., poi rinominata SAES Pure Gas Inc., dove vengono sviluppati e prodotti purificatori di gas principalmente per l'industria dei semiconduttori).
Nel 1989 Massimo della Porta, figlio di Paolo, comincia la sua attività lavorativa presso l'azienda andando a ricoprire negli anni ruoli sempre più rilevanti fino alla nomina di Presidente di SAES Getters (2009).
Nel corso del decennio vengono costituite società produttive in Corea e Cina e commerciali a Singapore e Taiwan. Nel 1996 viene inaugurata la nuova sede di Lainate e SAES Getters diviene la prima società italiana a essere quotata al Nasdaq (nel 2003 la società chiede il delisting).
Nella seconda parte degli anni '90 (con l'avvicendamento di tecnologie nel campo dei televisori) SAES Getters allarga il campo di produzione e si concentra sulle tecnologie nel settore dei display piatti, in particolare sistemi di retroilluminazione per LCD per monitor e televisori.

### Anni 2000
Nel 2001 Paolo della Porta viene nominato da Ernst & Young “Imprenditore dell'anno”.
SAES si specializza nella realizzazione di componenti e sistemi per applicazioni industriali e medicali. Entra nel settore delle leghe a memoria di forma (SMA) e acquisisce la Memory Metalle GmbH (rinominata nel 2010 Memry GmbH), azienda tedesca che possiede competenze relative alle SMA nel campo medicale. Acquisisce due aziende negli Stati Uniti: la Memry Corporation, specializzata nella produzione di dispositivi SMA per uso medicale, e il ramo d'azienda della Special Metal Corporation dedicato alla produzione di leghe a memoria di forma utilizzate in ambito medicale. SAES avvia negli stabilimenti italiani la produzione di fili e molle SMA per applicazioni in campo industriale.
Nel 2010 viene costituita la società ETC, una collaborazione tra CNR e SAES Getters. La società si dedica a un programma di ricerca applicata per lo sviluppo della tecnologia OLET (Organic Light Emitting Transistor).
Nel 2011 SAES costituisce con la società tedesca Alfmeier la Joint Venture paritetica Actuator Solutions GmbH, attiva nel campo degli attuatori a base di fili SMA. Nel 2014 la Joint Venture vince il “German Innovation Award” per la categoria media imprese.
Nel 2013 il gruppo acquisisce un ramo dell'azienda Power & Energy (Ivyland, Pennsylvania, Stati Uniti) ed espande la produzione di purificatori a membrana di palladio.
La società sviluppa tecnologie ibride che integrano materiali getter in matrici polimeriche, dedicandosi allo sviluppo di applicazioni dell'elettronica organica (Organic Light Emitting Diodes). A partire dal 2013, la società realizza nuovi compositi polimerici con diverse applicazioni: dispositivi medici impiantabili, confezionamento alimentare e stoccaggio di energia (batterie al litio e supercondensatori).
Nel 2016 SAES rileva il 49% di una joint venture con il Gruppo Rodofil con l'intento di espandere la propria attività di progettazione e produzione di camere da vuoto (componente fondamentale nella realizzazione di sincrotoni e acceleratori di particelle).
Nel giugno 2018 il gruppo cede il business della purificazione del gas, collegato ai semiconduttori per 352 milioni di dollari alla società americana Entegris. Dopo questa vendita che gonfia gli utili, il piano di Saes Getters è ora di crescere, investendo gran parte di questi soldi anche per acquisizioni, nell'advanced packaging per il settore alimentare. Un comparto ancora piccolo nel gruppo in cui il business principale è quello medicale.

## Prodotti
Il gruppo SAES si dedica a tre grandi gruppi di prodotti:
- getter e tecnologie del vuoto;
- prodotti in lega a memoria di forma;
- compositi polimerici funzionali per display, lampade OLED, food packaging e dispositivi medicali impiantabili.

Il gruppo è attivo anche nel settore dei dispositivi elettrochimici per immagazzinare energia, tra cui super-condensatori e batterie al litio principalmente destinati al mercato dei motori ibridi ed elettrici.

## Sedi
La società che ha sede a Lainate (MI) possiede dieci stabilimenti produttivi e di vendita ed assistenza distribuiti tra Italia, Germania e Stati Uniti, tra i quali quelli situati ad Avezzano (AQ), Friburgo in Brisgovia (FR, Germania), Gunzenhausen (WUG, Germania), Lainate (MI), Parma (PR) e Roncello (MB).

## Dati economici
Nel 2017 la società ha realizzato un fatturato consolidato di 231,1 milioni di euro con un aumento del 22,2% rispetto al 2016. L'utile netto consolidato tocca i 13,9 milioni, l'Ebitda è di 50 milioni pari al 21,6% dei ricavi.